# 法蘭西斯科·克拉維特
法蘭西斯科·克拉維特（Francisco Clavet，1968年10月24日—），是一位已退役的西班牙網球運動員，在他的職業生涯奪得8個ATP單打冠軍，其中有7個在紅土。
2009年，克拉維特擔任費利西亞諾·洛佩斯的教練。

## 外部連結
- 法蘭西斯科·克拉維特（英文/西班牙文）的官方資料
- 法蘭西斯科·克拉維特的國際網球總會 職業／青少年 官方資料（英文）
- 法蘭西斯科·克拉維特的官方資料（英文）